# Liste der Monuments historiques in Flassigny
Die Liste der Monuments historiques in Flassigny führt die Monuments historiques in der französischen Gemeinde Flassigny auf.

## Liste der Immobilien
| Bezeichnung                    | Beschreibung                 | Standort             | Kennzeichnung | Schutzstatus | Datum | Bild           |
| ------------------------------ | ---------------------------- | -------------------- | ------------- | ------------ | ----- | -------------- |
| Château de la Grande Flassigny | Festes Haus, bezeichnet 1572 | 17 Grande Rue (Lage) | PA55000008    | Inscrit      | 1997  | weitere Bilder |

## Liste der Objekte
| Bezeichnung                              | Beschreibung                                                                                            | Standort                       | Kennzeichnung | Schutzstatus | Datum | Bild |
| ---------------------------------------- | --- | ------------------------------ | ------------- | ------------ | ----- | ---- |
| Zwei Seitenaltäre                        | Holz, farbig gefasst und vergoldet, 18. Jahrhundert                                                     | in der Kirche St-Martin (Lage) | PM55001852    | Inscrit      | 1997  |      |
| Skulptur Unsere Liebe Frau von Luxemburg | Darstellung der Gottesmutter als Trösterin der Betrübten; Holz, farbig gefasst, 18. Jahrhundert         | in der Kirche St-Martin (Lage) | PM55001451    | Inscrit      | 1979  |      |
| Monstranz                                | Silber, erste Hälfte des 19. Jahrhunderts                                                               | in der Kirche St-Martin (Lage) | PM55000970    | Classé       | 1993  |      |
| Kanzel                                   | Eichenholz, 18. Jahrhundert                                                                             | in der Kirche St-Martin (Lage) | PM55000248    | Classé       | 1981  |      |
| Kelch und Patene                         | Messing und Silber, vergoldet, Anfang des 19. Jahrhunderts                                              | in der Kirche St-Martin (Lage) | PM55001851    | Inscrit      | 1991  |      |
| Hauptaltar                               | Altartisch, Tabernakel und zwei seitliche Türen; Kalksteine, Eichenholz farbig gefasst, 18. Jahrhundert | in der Kirche St-Martin (Lage) | PM55001850    | Inscrit      | 1981  |      |